# Trilgras
Trilgras (Briza) is een geslacht uit de grassenfamilie (Poaceae). De soorten komen wereldwijd voor. De botanische naam is afgeleid uit het Oudgrieks: briso (βρισο) betekent slaperig. Dit verwijst naar de slappe en afhangende stengels, die op die manier lijken te slapen.

## Soorten (selectie)
Van het geslacht zijn de volgende soorten bekend:
- Briza erecta
- Briza gracilis
- Briza grandis
- Briza humilis
- Briza maxima (Groot trilgras)
- Briza media (Bevertjes)
- Briza minor (Klein trilgras)
- Briza rufa
- Briza subaristata
- Briza uniolae

## Synoniemen
(Een naam met een * betekent dat het waarschijnlijk een synoniem is)

- *Brizochloa V. Jirásek & Chrtek,
- Calosteca Desv.,
- Calotheca P. Beauv., orth. var.,
- Chascolytrum Desv.,
- Chondrachyrum Nees,
- *Lombardochloa Roseng. & B. R. Arill.,
- Macrobriza (Tzvelev) Tzvelev,
- Tremularia Heist. ex Fabr.[2]